# Doja Cat
Amala Ratna Zandile Dlamini (Los Ángeles, California; 21 de octubre de 1995), más conocida por su nombre artístico Doja Cat, es una rapera, cantante, compositora y productora discográfica estadounidense. Firmó un contrato discográfico con RCA Records en 2014 y posteriormente lanzó su primer extended play, titulado Purrr!, que contiene temas como «So High» y «No Police». En 2018, saltó a la fama con su sencillo «Mooo!», el cual se convirtió en un tema viral.
En 2017, Doja Cat lanzó su álbum de estudio debut, Amala y su versión de lujo en 2018. Luego el sencillo «Juicy» en agosto de 2018, el cual logró debutar en el número 83 de la lista Billboard Hot 100 en Estados Unidos, lo que fue su primera entrada en la lista, y tiempo después logró alcanzar el puesto número 45. En septiembre de 2019, lanzó su segundo álbum de estudio, Hot Pink. Más tarde, lanzó como sencillo «Say So», que logró el número uno en el Billboard Hot 100 con la versión junto a Nicki Minaj en mayo de 2020. En 2023, fue nombrada una de las 100 personas más influyentes del mundo por Time.

## Primeros años
Amala Ratna Zandile Dlamini nació el 21 de octubre de 1995 en Tarzana, región de la ciudad de Los Ángeles, en el estado de California (Estados Unidos). Proviene de una familia artística, su padre, Dumisani Dlamini, es un actor, compositor y productor de cine sudafricano conocido por Sarafina! (1992). Su madre es Deborah Elizabeth Sawyer, pintora; y su abuela también era artista. Estudió piano y bailó desde que era niña hasta su adolescencia. Su hermano se dedicaba a rapear, lo que la motivó a desarrollar sus habilidades de composición e interesarse por el rap. Según la artista, adoptó «Doja Cat» como su nombre artístico debido a su fascinación por la marihuana («doja» es un término alterno para llamar al cannabis en inglés) y los gatos («cat» significa «gato» en inglés).

## Carrera musical

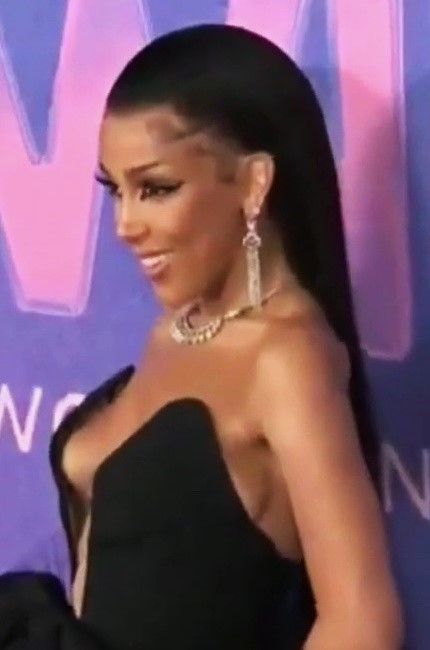
Doja Cat en los Billboard Women In Music de marzo, 2022

### 2012-2017:Purrr!y colaboraciones
Doja Cat lanzó su sencillo debut «So High» en la plataforma de streaming SoundCloud en 2012, no fue hasta un año después en marzo de 2014 que la canción se hizo famosa cuando firmó con RCA Records y ese mismo año lanzó su EP debut, Purrr! (descrito como «R&B espacial, influenciado por el este» según The Fader). Cuando estrenó el video del sencillo «So High», Vibe la describió como una «prodigio psicodélica de 18 años». La canción apareció en la banda sonora de la serie de televisión Empire (2015), en el tercer episodio de la primera temporada. «No Police» fue lanzado como el segundo sencillo de Purrr!. Comenzó a lanzar más música en SoundCloud y YouTube a medida que comenzó a ganar más atención. A mediados de 2015, la cantante firmó con la discográfica OGG de OG Maco, y tiempo después en 2017, firmó un acuerdo de empresa conjunta entre RCA Records y Kemosabe Records. Ese mismo año colaboró con OG Maco en la canción «Monster» perteneciente al álbum de Maco, Children of the Rage (2017). Para entonces Doja Cat había comenzado a colaborar con otros artistas, como Elliphant, Hellboy, Skoolie Escobar, Pregnant Boy y Frumhere. El 13 de julio de 2017, Doja Cat apareció en el sencillo «Right Side» de L8LOOMER. La canción apareció en el álbum debut de L8LOOMER, Soulm8sen (2018). Durante este tiempo, también lanzó varias canciones que produjo y escribió por sí misma en su cuenta de SoundCloud.

### 2018-2020:AmalayHot Pink
El 1 de febrero de 2018, lanzó el sencillo «Roll with Us», el cual sirvió como el sencillo debut de su álbum de estudio debut. El 9 de marzo de 2018, lanzó el segundo sencillo del álbum, «Go to Town», con un video musical que se publicó el mismo día en su canal de YouTube. El 30 de marzo de 2018, lanzó finalmente su álbum de estudio debut, Amala.
El 10 de agosto de 2018, Doja Cat lanzó una canción titulada «Mooo!». El sencillo es una canción novedosa con letras absurdas donde fantasea con ser una vaca. Hecho con la intención de duplicar como meme, la canción se convirtió rápidamente en un video musical viral. El video atrajo la atención y los elogios de artistas como Chance the Rapper, Katy Perry y Chris Brown. El 31 de agosto, lanzó la versión individual de «Mooo!». Inspiró varios chistes y memes mientras que el video adquirió más de 45 millones de visitas desde que se había subido a YouTube el 10 de agosto.
En febrero de 2019, Doja Cat lanzó la canción «Tia Tamera» con Rico Nasty, que sirvió como sencillo de la versión de lujo de su álbum debut Amala. Al mes siguiente, apareció en el famoso canal Colorsklll de YouTube realizando una interpretación de «Juicy», una canción tomada de la versión de lujo del álbum.
El 15 de agosto de 2019, Doja Cat lanzó un remix de «Juicy», con Tyga acompañado de un video musical. La canción debutó en el puesto número 83 del Billboard Hot 100, por lo que se convirtió en su primera canción en ingresar a la lista. El éxito de «Juicy» también ayudó a su álbum Amala a aparecer en el Billboard 200 en el número 162. El 7 de noviembre de 2019, Doja Cat lanzó su segundo álbum de estudio, Hot Pink, con el que logró críticas generalmente favorables. Alcanzó su punto máximo en el número 19 en la lista Billboard 200. El 15 de diciembre de 2019, Doja Cat anunció que había participado en la canción «Boss Bitch» para la banda sonora de la película Aves de presa (2020), siendo lanzada como el tercer sencillo de la banda sonora.
En marzo de 2020, preveía dar inicio a su Hot Pink Tour, pero debió posponer la gira a causa de la pandemia de COVID-19. El 12 de mayo, alcanzó el número uno del Billboard Hot 100 gracias a su tema «Say So» en su versión remix con Nicki Minaj. Con ello, se convirtió en su primera canción en llegar al primer puesto y en apenas la sexta colaboración femenina de la historia en llegar a la cima del listado hasta ese momento. También participó en una remezcla del tema «In Your Eyes» de The Weeknd lanzada el 21 de mayo. El 30 de agosto, Doja se presentó en los MTV Video Music Awards donde interpretó un popurrí de «Say So» y «Like That», actuación que fue descrita como «divertida», «fabulosa» y «energética». Asimismo, estuvo nominada a cuatro premios en dicha ceremonia, entre los que ganó el de mejor artista nuevo.
Doja colaboró junto a Bebe Rexha en el tema «Baby, I'm Jealous», lanzado el 9 de octubre. Posteriormente, el 14 de octubre, se presentó en los Billboard Music Awards para cantar un popurrí de «Juicy», «Say So» y «Like That», en una actuación que estuvo inspirada por musicales de Broadway y el burlesque. En la presentación, emuló al personaje de Roxie Hart interpretado por Renée Zellweger en Chicago (2002) y obtuvo buena respuesta crítica. Por otra parte, colaboró con Ozuna y Sia en el tema «Del Mar», lanzado el 16 de octubre. Más tarde, el 8 de noviembre, se presentó en los MTV Europe Music Awards, donde cantó una versión hard rock de «Say So» y recibió el premio al mejor artista nuevo. El 22 de noviembre, cantó «Baby, I'm Jealous» junto a Bebe Rexha en los American Music Awards, donde además ganó las categorías de artista nuevo del año y artista femenina favorita de soul/R&B. Doja fue nominada a tres categorías en los premios Grammy de 2021, entre estas mejor artista nuevo y grabación del año por «Say So».

### 2021-2022:Planet Her
El 7 de enero de 2021, Doja colaboró en la canción «Best Friend» de Saweetie. Después, colaboró con Ariana Grande y Megan Thee Stallion en una remezcla de «34+35». En junio, lanzó su tercer álbum de estudio Planet Her.

### 2023-presente:Scarlet
A principios de 2023, Doja Cat comenzó a bromear con su cuarto álbum de estudio con el título provisional de Hellmouth; más tarde aclararía a la revista Interview que aún no tenía nombre para el álbum, y que el título provisional estaba sujeto a posibles cambios. Antes de esto, había afirmado que el álbum sería "predominantemente rap", una llamada al estilo musical de sus primeros trabajos, y un esfuerzo por desviarse de las "cosas rosas y suaves" y los "sonidos pop y brillantes" por los que se ha hecho famosa. Anunció First of All el 9 de mayo, que precedió a sus tuits en los que calificaba sus anteriores álbumes Planet Her y Hot Pink de "gangas". El 16 de junio de 2023, lanzó el sencillo principal del álbum, llamado "Attention". El 23 de junio de 2023, Doja Cat anunció su primera gira por estadios The Scarlet Tour; En un artículo para Harper's Bazaar, publicado a mediados de agosto de 2023, Doja Cat reveló a la autora Angie Martínez que el título del álbum era Scarlet.

### Estilo musical
Doja Cat ha citado como principales influencias a D'Angelo, Rihanna, Beyoncé y Nicki Minaj. También ha mencionado como influencias musicales a Erykah Badu, Pharrell Williams, Jamiroquai, PartyNextDoor y Drake. Doja ha comentado que su estilo musical e imagen se ven inspirados en la cultura india, el hinduismo y la cultura japonesa.

## Controversias
En septiembre de 2018, Doja Cat generó controversia en redes sociales cuando el historial de su cuenta de Twitter reveló el uso de insultos homófobos. En un tuit de 2015, la artista usó la palabra «maricón» para describir a los artistas Tyler, The Creator y Earl Sweatshirt, miembros de la banda musical Odd Future. Doja Cat inicialmente defendió sus comentarios homófobos anteriores, pero después dijo: «Llamé a un par maricones cuando estaba en la escuela secundaria en 2015, ¿significa esto que no merezco apoyo?. He dicho maricón como 15 mil veces en mi vida. ¿Odio a las personas homosexuales? No creo que odie a las personas homosexuales. Ser gay está bien». Su respuesta fue recibida por una reacción aún mayor, incluido un tuit crítico por parte de la actriz Debra Messing. En su declaración, Messing expresó su decepción con Doja por defender la ignorancia pasada y le pidió que usara su fama y plataforma para el bien. Desde entonces, Doja Cat emitió una serie de disculpas por sus palabras y eliminó sus tuits. Esto condujo a una «indignación colectiva» en las redes sociales, donde se hicieron llamados para que cancelaran el apoyo a sus trabajos musicales. Este mismo llamado provocó que la prensa debatiera sobre si la «cultura de la cancelación» estaba sobrepasando límites extremistas al cancelar a artistas por comentarios emitidos muchos años atrás.
Doja también fue objeto de controversia luego de que en 2020 se popularizara su tema de 2015 llamado «Dindu Nuffin», el cual es un término que se utiliza para burlarse de los afroamericanos que afirman ser víctimas de la brutalidad policial. La artista pidió disculpas por la canción y expresó que solo buscaba tergiversar el significado del término, y que de ninguna manera se estaba burlando de la muerte de Sandra Bland, una afroamericana que fue asesinada en 2015. Por otra parte, Doja fue igualmente atacada por esparcir desinformación al describir al COVID-19 como «una simple gripe» y no advertir sobre el peligro del virus en pleno auge de la pandemia de COVID-19; la artista posteriormente dio positivo al virus y pidió disculpas por las declaraciones, además de incentivar a sus seguidores a cumplir con la cuarentena.
En marzo de 2022, durante su visita a Paraguay, en la que su concierto fue cancelado por las fuertes lluvias, fue duramente criticada por fanáticos y por la prensa; quienes acusaron que la artista no salió a saludar a la gente que la esperaba afuera de su hotel. Doja Cat manifestó en sus redes sociales que afuera de su hotel no había nadie, lo que enojó más a sus fans. Finalmente borró dichos mensajes.

## Vida personal
Doja Cat ha asegurado sentir atracción sexual por «cualquier ser humano con el que pueda tener sexo». Mantuvo una relación con el músico JAWNY desde mediados de 2019 hasta febrero de 2020. En junio de 2020, Doja donó $100 000 en apoyo a una fundación que busca justicia por la muerte de Breonna Taylor como parte del movimiento Black Lives Matter.

## Discografía
Álbumes de estudio
- 2018: Amala
- 2019: Hot Pink
- 2021: Planet Her
- 2023: Scarlet

## Premios y nominaciones

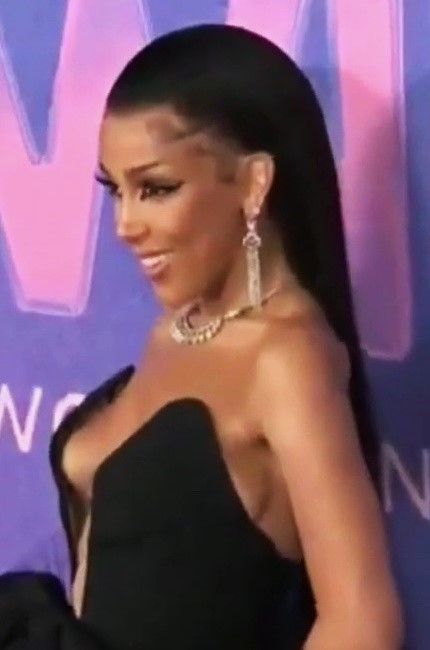
Doja Cat en los Billboard Women in Music en marzo de 2022, donde recibió el "Powerhouse Award" por dominar el 2022 en reproducciones, radio y televisión

Desde 2020, Doja ha conseguido numerosos premios, entre ellos un Grammy, seis Billboard Music Awards, cinco American Music Awards, cinco MTV Video Music Awards, siete iHeartRadio Awards (incluyendo 5 Titanium) y cuarentaiséis BMI Awards (incluyendo dos premios a "Compositora del Año" y otros dos a "Canción del Año").
En 2020 y 2021, Doja fue nominada a "Mejor Artista Nuevo" en los Premios Grammy y Premios Brit, y ganó dicha categoría en los NAACP Image Awards American Music Awards, MTV Video Music Awards, iHeartRadio Music Awards, People's Choice Awards, MTV Video Music Awards Japón, MTV Europe Music Awards y NRJ Music Awards.
Entre 2021 y 2022, su sencillo «Kiss Me More» con SZA, ganó diversos premios, entre ellos un Grammy, un Billboard Music Award, un American Music Award, un MTV Video Music Award, un iHeartRadio Titanium Award, un Clio Award y un MTV Europe Award.

## Giras
- Purrr! Tour (2014-2015)
- Amala Spring Tour (2017-2018)
- Amala Fall Tour (2018-2019)
- Hot Pink Tour (2020)
- The Scarlet Tour[67] (2023-2024)